# Yaylım, Köse
Yaylım là một xã thuộc huyện Köse, tỉnh Gümüşhane, Thổ Nhĩ Kỳ. Dân số thời điểm năm 2008 là 120 người.